# Política de Siria
La vigente Constitución, fue aprobada en referéndum el 26 de febrero de 2012. El sistema de gobierno es la República, basada en el principio del pluralismo político.
El poder legislativo reside en el Consejo Popular compuesta por 250 miembros, elegida cada cuatro años. La Constitución establece que la mitad de miembros deberán ser trabajadores y agricultores. Sus funciones son:
- La aprobación de las leyes;
- Debatir los planes del Consejo de Ministros;
- Realizar un voto de censura contra el gabinete o un ministro;
- Aprobación de los presupuestos generales y el balance final;
- Aprobación de los planes de desarrollo;
- La aprobación de tratados y convenios internacionales relacionados con la seguridad del Estado, incluidos los de paz, de alianza y todos los tratados relacionados con los derechos de soberanía, así como los convenios que conceden privilegios a las empresas o instituciones extranjeras, o  tratados y convenios que impliquen gastos adicionales no incluidos en su presupuesto, relacionados con contratos de préstamos, o que sean contrarios a las disposiciones de la legislación vigente y requieren una nueva legislación que deberá entrar en vigor;
- La aprobación de una amnistía general;
- Aceptar o rechazar la renuncia de uno de los miembros de la Asamblea.

El poder ejecutivo se divide entre el presidente de la República, el primer ministro, el Consejo de Ministros, y los Consejos Locales.
El jefe del Estado es el presidente de la República, elegido directamente por el pueblo cada siete años. La Constitución establece que debe tener más de 40 años, ser de nacionalidad siria y de religión islámica, no haber estado condenado por un delito deshonroso, y estar casado con una mujer siria. Actualmente, el cargo lo ostenta Ahmed al-Chara, después de haber sido derrocada la dinastía Ásad. 
El poder judicial está en manos de la Corte Suprema que elige el presidente de la República cada cuatro años. La Constitución establece su independencia, y que solo están bajo la autoridad de la ley.

## Enlaces
- Constitución de la República Árabe Siria de 2012

- Datos: Q1154681
- Multimedia: Politics of Syria / Q1154681